# Suban (Semidang Alas)
Suban is een bestuurslaag in het regentschap Seluma van de provincie Bengkulu, Indonesië. Suban telt 227 inwoners (volkstelling 2010).